# Semej
Semej (kazašsky Семей) je město na severovýchodě Kazachstánu, hlavní město Abajské oblasti. Nachází se blízko hranice Sibiře. Do roku 2007 neslo město ruský název Semipalatinsk (Семипалатинск).
První osídlení se datuje do roku 1718, kdy Rusové postavili poblíž Irtyše pevnost, nedaleko ruin buddhistického kláštera. V roce 1778 byla kvůli častým záplavám pevnost přesunuta, a posléze se okolo ní utvořilo malé město, sloužící jako základna pro obchodníky, plavící se mezi územími nomádů ve střední Asii a Ruskem. Význam města jako dopravního uzlu mezi Sibiří a střední Asií dále posílilo vybudování železniční trati.
Od roku 1949 probíhaly ve stepi asi 150 km západně od města na Semipalatinském jaderném polygonu testy sovětských jaderných zbraní. Do roku 1989 bylo provedeno 456 testů, z toho 340 podzemních a 116 atmosférických. Radioaktivní spad a vystavení pracovníků provozu (z nichž většina žila ve městě) záření se na obyvatelstvu projevilo značně velkým výskytem rakoviny, leukemie u dětí a vývojových anomálií.
Dnes je Semej univerzitním městem se 400 000 obyvateli.